# Oncotibialis
Oncotibialis là một chi bướm đêm thuộc họ Noctuidae.